# Der Kuss (1896)
Der Kuss (Originaltitel: The Kiss, auch: The May Irwin Kiss, The Rice-Irwin Kiss oder The Widow Jones) ist ein US-amerikanischer Film von William Heise aus dem Jahr 1896. In nur einer Einstellung wird die romantische Schlussszene des Broadway-Musicals The Widow Jones nachgestellt und somit die erste Kussszene der Filmgeschichte gezeigt.

## Hintergrund
Nach den großen Erfolgen der von den Brüdern Lumière Ende 1895 öffentlich aufgeführten Filme erkannte der US-amerikanische Erfinder und Filmproduzent Thomas Alva Edison schnell, dass das von ihm vermarktete Kinetoskop, eine Art Guckkasten, gegen die projizierten Filme keine Zukunft haben würde. Deshalb ließ er ab dem Frühjahr 1896 mit der neu gegründeten Firma Vitascope Filme für diese neue Art der Filmvorführung produzieren.
Im April 1896 filmte William Heise, der nach dem Weggang von William K. L. Dickson für die Produktion der Edison-Filme verantwortlich war, eine Szene, die der Schlussszene des damals sehr populären Theaterstücks The Widow Jones nachempfunden war. Der rund 20 Sekunden kurze Film zeigt in Nahaufnahme die beiden Bühnenschauspieler May Irwin und John C. Rice in inniger Umarmung, die schließlich mit einem Kuss endet. Gefilmt wurde diese Szene im Auftrag der New Yorker Tageszeitung New York World, die auch Szenenfotos aus Der Kuss veröffentlichte (und damit nach eigenen Angaben die erste Zeitung war, die einen Kuss auf einem Titelblatt abgedruckt hat).
Der Kuss wurde zu Edisons erfolgreichstem Vitascope-Film in den 1890er Jahren. Mehr als ein Jahr lang wurde der Film in den gesamten Vereinigten Staaten aufgeführt. In Edisons Katalog wurde damit geworben, dass Der Kuss „jedes Mal stürmischen Beifall auslöste“. Allerdings gab es auch kritische Stimmen, die in diesem Film etwas Amoralisches sahen. Das neue Medium Film, das damals noch eine Jahrmarktattraktion war, hatte mit Der Kuss seinen ersten Skandal.
Das einfache Sujet von Der Kuss wurde in den folgenden Jahren häufig imitiert, Edisons Produktionsfirma selbst stellte 1900 ein Remake her; und einige der ersten Versuche des Filmschnitts hatten – eingebettet in andere Handlungen – ähnliche Kussszenen zum Thema (z. B. George Albert Smiths The Kiss in the Tunnel, 1899). Heutzutage gilt Der Kuss als der berühmteste US-amerikanische Film des 19. Jahrhunderts.

## Auszeichnungen
1999 wurde Der Kuss in das National Film Registry als besonders erhaltenswerter Film aufgenommen.